# 土可乐
土可乐（tuKola）是由布卡内罗啤酒饮料厂（Cervecería Bucanero，意译为海盗啤酒厂）制造并销售的古巴可乐品牌，也在意大利售卖。由于贸易禁运，可口可乐和百事可乐在古巴售价相对较贵（分别自墨西哥和危地马拉生产并进口），于是古巴自产的土可乐成了普通古巴人消费的可乐，土可乐可与朗姆酒勾兑名为“自由古巴”（Cuba Libre）的鸡尾酒。在古巴2021年币制统一之前，土可乐在古巴一般不以古巴比索（中国人俗称“土比索”）出售，而是以可兑换比索（中国人俗称“红比索”）出售，且仅以罐装和瓶装出售，并未有散装出售的版本。古巴当地有散装出售的饮料糖浆（sirope，有各种口味），并非布卡内罗厂生产的土可乐，但因古巴普通人购买时可能用到土可乐的旧包装瓶，所以外国游客会误以为土可乐亦有散装版本。其口感比可口可乐与百事可乐稍甜。
“土可乐”是非正式的中文名字，是古巴当地部分华人使用的音译名称。TuKola的西班牙文原意为“你的可乐”。